# Taste of Love
『Taste of Love』（テイスト・オブ・ラブ）は、韓国のガールズグループTWICEの10枚目のミニアルバムである。2021年6月11日にDreamus、JYPエンターテインメントより発売された。表題曲は「Alcohol-Free」。

## 概要
「Taste ver.」「Fallen ver.」「In Love ver.」の3形態で発売。『Eyes wide open』以来約8ヶ月ぶりの新アルバムで、ミニアルバムとしては『MORE & MORE』より約1年ぶりのリリースとなった。健康上の問題で前作の活動に参加できなかったジョンヨンも復帰し、メンバー9人全員での活動再開を果たした。

表題曲「Alcohol-Free」は、プロデューサーであるJ.Y.Parkが作詞作曲・編曲を担当し、作曲家イ・ヘソルが編曲に参加した。なお、ミニアルバムで作品名と表題曲のタイトルが異なるのは2019年発売の『FANCY YOU』以来である。また、2曲目以降の全ての新曲において、作詞をTWICEのメンバー自身が行っている。

本作は発売前の段階で、予約注文量50万枚を記録した。これによりTWICEは3作連続でハーフミリオンセラーを達成したこととなった。「Alcohol-Free」のミュージックビデオは、公開から16時間後の時点でYouTubeミュージックビデオトレンドの全世界1位、イギリス3位、アメリカ5位など、52地域で上位を記録し、世界的な人気を覗かせた。

### プロモーション
2021年5月3日、JYPエンターテインメントは公式SNSを通して本作の発売を発表。5月10日より先行予約が開始され、5月26日にティザー日程が公開された。このスケジュールに沿って、5月31日にはアルバムのトレーラー映像とトラックリスト、6月1日から3日にかけては個人ティザー画像が披露された。「Alcohol-Free」のミュージックビデオのティザー映像は、6月7日と8日に公開された。
6月9日正午には、カムバック・プレミアライブ「With TWICE：Tasting the 'Taste of Love'」を開催し、YouTubeなど6つのプラットフォームにて同時生中継された。その中でメンバーは、本作品に対する愛情と自信を表明した。そして同日18時、YouTubeプレミア公開にて、「Alcohol-Free」のミュージックビデオが公開された。
また、6月10日にはアメリカのトーク番組である「エレンの部屋」に出演し、パフォーマンスを披露した。

## 収録曲
| #         | タイトル           | 作詞                      | 作曲                                                                | 編曲                             | 時間  |
| --------- | ------------------ | ------------------------- | ------------------------------------------------------------------- | -------------------------------- | ----- |
| 1.        | 「Alcohol-Free」   | J.Y. Park "The Asiansoul" | J.Y. Park "The Asiansoul"                                           | J.Y. Park "The Asiansoul" 이해솔 | 3:30  |
| 2.        | 「First Time」     | ジヒョ                    | Rick Parkhouse George Tizzard Jade Thirlwall Sophie 'Frances' Cooke | Red Triangle                     | 3:02  |
| 3.        | 「Scandal」        | ダヒョン                  | Kristoffer Tømmerbakke Erik Smaaland Alida Garpestad Peck           | Smaaland Tømmerbakke             | 2:43  |
| 4.        | 「Conversation」   | サナ                      | Chris Mears Robbie McDade Rebbi James                               | Bloodline                        | 2:27  |
| 5.        | 「Baby Blue Love」 | ナヨン                    | Karen Poole Anne Judith Wik Ronny Vidar Svendsen Nermin Harambasic  | Ronny Svendsen (Dsign Music)     | 2:46  |
| 6.        | 「SOS」            | ダヒョン                  | 이현도 Chloe Latimer Glow                                           | 이현도                           | 2:53  |
| 合計時間: | 合計時間:          | 合計時間:                 | 合計時間:                                                           | 合計時間:                        | 17:21 |

| #         | タイトル                      | 作詞                                                        | 作曲                                                              | 編曲      | 時間  |
| --------- | ----------------------------- | ----------------------------------------------------------- | ----------------------------------------------------------------- | --------- | ----- |
| 7.        | 「Cry for Me (English ver.)」 | Sophia Pae [ 注 3 ] 헤이즈(Heize) J.Y. Park "The Asiansoul" | Ryan Tedder Melanie Joy Fontana Michel "Lindgren" Schulz A Wright | Lindgren  | 3:24  |
| 合計時間: | 合計時間:                     | 合計時間:                                                   | 合計時間:                                                         | 合計時間: | 20:45 |